# Hybomitra ochroterma
Hybomitra ochroterma är en tvåvingeart som beskrevs av Xu och Liu 1985. Hybomitra ochroterma ingår i släktet Hybomitra och familjen bromsar. Inga underarter finns listade i Catalogue of Life.